# Бантри (залив)
Бантри (англ. Bantry Bay, ирл. Cuan Baoi / Inbhear na mBárc / Bádh Bheanntraighe) е името на залив в североизточната част на Атлантическия океан, граничещ с територията на графство Корк в Югозападна Ирландия. Дълъг е около 35 km, широк е 10 km при входа и около 3-4 km във вътрешността. Град Бантри е разположен на източното му крайбрежие.
|  | Тази страница частично или изцяло представлява превод на страницата Bantry Bay в Уикипедия на английски. Оригиналният текст, както и този превод, са защитени от Лиценза „Криейтив Комънс – Признание – Споделяне на споделеното“, а за съдържание, създадено преди юни 2009 година – от Лиценза за свободна документация на ГНУ. Прегледайте историята на редакциите на оригиналната страница, както и на преводната страница, за да видите списъка на съавторите. ВАЖНО: Този шаблон се отнася единствено до авторските права върху съдържанието на статията. Добавянето му не отменя изискването да се посочват конкретни източници на твърденията, които да бъдат благонадеждни. |